# حبيل محمود (ملحان)

تعديل مصدري - تعديل

حبيل محمود هي إحدى قرى عزلة بدح بمديرية ملحان التابعة لمحافظة المحويت، بلغ تعداد سكانها 642 نسمة حسب تعداد اليمن لعام 2004.